# 風の市兵衛
『風の市兵衛』（かぜのいちべえ）は、辻堂魁による日本の長編時代小説シリーズ。祥伝社文庫からの文庫書き下ろしにより、2010年から2017年まで全20巻が刊行された。第5回（2016年）歴史時代作家クラブ賞シリーズ賞受賞作。新シリーズ『風の市兵衛 弐』（かぜのいちべえ に）』が2018年から刊行されている。既刊6巻。
厳しい剣の修行を積んだ秘剣「風の剣」の遣い手で、大坂で算盤と商いを学び「算盤侍」と称される渡り用人・唐木市兵衛を主人公に、武家や商家の生計の立て直しを生業とする中で口入れ屋・矢藤太から持ち込まれる面倒事を懸命に解決していく姿を描く。
『そろばん侍 風の市兵衛』（そろばんさむらい かぜのいちべえ）と題し、2018年5月にNHK総合テレビ「土曜時代ドラマ」にて向井理主演によりテレビドラマ化された。

## 登場人物

### 主な登場人物
唐木 市兵衛（からき いちべえ）
主人公。38歳の浪人。口入れ屋「宰領屋」の紹介で、渡りの用人として一時的に武家や商家に雇われ、算盤の特技を生かして家政を切り盛りする。そのため、算盤侍、あるいは青侍と呼ばれる。一方で、剣の腕も凄まじく、任務中に遭遇する様々な危難を秘剣「風の剣」で切り抜ける。
出自は、幕府の十人目付筆頭、片岡賢斎（けんさい）の末息子、才蔵（さいぞう）。賢斎と、片岡家に仕える足軽唐木忠左衛門（ちゅうざえもん）の娘市枝（いちえ）との間に生まれた、いわゆる妾腹である。母は、市兵衛を産んですぐに亡くなったが、父にはかわいがられた。異母兄姉には長兄信正の他、10以上歳の離れた次兄の重文（しげふみ）と姉の千絵（ちえ）がいて2人にもかわいがられたが、そうでもなかった信正を幼い才蔵は最も慕っていた。
13歳で父を亡くしたことがきっかけで、祖父に願って元服し、片岡家を出奔。以来、足軽の子、唐木市兵衛を名乗る。
その後、18歳まで南都興福寺で剣の修行に励んだ。「風の剣」について、久しぶりに再会した兄信正に語ったところによると、「激しく強く斬れば斬るほどに激しく強い風に打たれます。また、風は斬っても斬れません。だから己が風とともに動けば風に打たれぬし、斬られはせぬ」と説明している。同時に、それは言葉の綾であり、心得程度のものだとも語った。
興福寺を離れてからは、大坂の米問屋に3年、仲買問屋に1年、灘の醸造業者の元に半年、堺の豪商の元に1年半寄寓し、さらに京で貧乏公家の家宰となるなど、経済に関する経験を積んだ。また、河内の豪商の元にも1年住み込んで米作りをひと通り経験している。なお、京では女衒だった矢藤太と出会い、徒党を組んで放蕩に耽り無頼の生活も経験している。その後、数年間諸国を放浪した。
風貌については、作中「5尺7寸（約1.72メートル）ほどの上背に一見痩躯で、鮮やかな総髪を麻の元結で束ねて、頭に一文字の髷を結っていた」「目尻の尖った奥二重の目付きの鋭さを、下がり気味の濃い眉が和らげ、ひょろりと痩せた風貌は、侍らしい腕っ節の強さや厳めしさを全く感じさせない」と評されている。
現在、雉子町の八郎店に住まう。ずっと独身だが、若い頃に京で仕えた公家の娘お吹（おすい）が旗本に嫁いで後に産んだ節子（せつこ）は、実は市兵衞の娘であることが示唆されている。
渋井 鬼三次（しぶい きさじ）
北町奉行榊原忠之配下の定町廻り方同心。
「鬼しぶ」というあだ名を持つが、頬骨が高く眉が下がった渋い顔が由来とも、彼が市中見回りに出ると、闇夜の鬼も渋い顔をするという風評が由来とも、袖の下を絶対に断らない渋い男だからとも言われる。死体に触ることも厭わず自ら検死するなど、捜査への執念は並々ならぬものがある。
年齢は40歳を過ぎた頃合いで、独身。以前お藤と所帯を持ったが7年前に離縁となり、息子の良一郎もお藤が引き取った。
助弥（すけや）
渋井が使っている手先（いわゆる岡っ引）で、30歳ほどの年齢で身長が6尺ほど（約180cm）もある。渋井と共に行動することが多い。深川生まれの深川育ちで、渋井には7、8年前から仕えている。
渋井には助弥の他に蓮蔵（れんぞう）という手先がいて、柄の悪そうな10人ほどの手下（下っ引き）を使っている元地廻り（ヤクザ）である。ちなみに、助弥の下っ引きの中にも蓮蔵と同名の男がいる。
矢藤太（やとうた）
江戸三河町の口入れ屋「宰領屋」（さいりょうや）の主。市兵衛とは同い年。
24歳の時、京の島原で女衒をしていた頃に、貧乏公家の家宰となった市兵衛と出会い、互いに気が合って一緒に放蕩の限りを尽くした。その後、京見物に来ていた前の宰領屋主人に気に入られ、10歳年下の出戻り娘の婿に収まる。文政元年（1818年）に市兵衛が江戸に戻って再会すると、渡り用人の仕事を紹介するようになった。
片岡 信正（かたおか のぶまさ）
53歳の旗本1500石。20歳過ぎで父から家督と職務を引き継ぎ、現在は十人目付の筆頭支配役。屋敷は、麹町大横町から赤坂御門へ辿る諏訪坂の途中にある。
子どもの頃、9歳年上の市枝に恋心を抱き、元服したら父に結婚を許してもらうつもりでいたが、信正が12歳の時に市枝は父の側室となり、才蔵（市兵衛）を産んで亡くなってしまう。以来、妻を娶らず、子もなく、養子も迎えていないが、「薄墨」の女将、佐波とは男女の関係。そして、佐波の懐妊を機に彼女を妻に迎える決心をした。その後、嫡男信之助（しんのすけ）が誕生。
返 弥陀ノ介（かえり みだのすけ）
信正配下の小人目付の頭（小人頭）で80俵どり。信正が筆頭支配役に就く以前からの20数年来の腹心で、常に信正に随伴する。5尺（約1.5メートル）に届かぬ短躯で、岩のような風貌。
剣の腕は、市兵衛には劣ると信正に評されるも確かである。また、小豆を指ではじき、敵の目や喉に当てることで一時的に戦闘不能にする技も持つ。
当初、市兵衛を敵と誤解して斬りかかったが、その後は何度も死線を共にし、深い信頼関係にある。
佐波（さなみ）
20数年前から鎌倉河岸で営業している、京風料理屋「薄墨」の女将。40歳。調理を担当する父静観（せいかん）と2人で店を切り盛りしている。
元は京生まれだが、15歳の時母を亡くし、消沈した父が心機一転のために京を離れて江戸に下る際に一緒に付いてきた。
16歳の時、店を訪れた信正と懇ろになり、以来ずっと関係が続いていた。懐妊したことがきっかけとなり、寄合小普請橘龍之介の養女となった上で信正と婚姻することになった。そして、輿入れ後、無事男児を出産した。
柳井宗秀（やない そうしゅう）
柳町に診療所を構える、腕のいい外科の蘭方医。41歳。市兵衛が大阪の商人に寄寓していたときに知り合った。私娼窟の女郎らを患者に多く抱え、貧しい庶民からは薬料も取らずに診察するし、往診にも出かける医療一筋の男だが、酒好きなのが玉に瑕。飲み仲間の渋井からは「おらんだ」と呼ばれている。
出自は信濃国下伊那の柳井村の紙漉き業者忠司（ちゅうじ）の息子、宗助（そうすけ）。16歳の時、学力優秀を見込まれて典医菅沼平左衛門（すがぬまへいざえもん）の養子となり、長崎に留学して医学を修める。その後、25歳まで大阪で修行の後に下伊那に戻り、典医となった。その1年後に平左衛門の娘千野（ちの）と結婚して、やがて一子をもうけた。しかし、実父が一揆に加わったために藩内で風当たりが強くなり、離縁となって下伊那を離れた。
現在は一人暮らし。通いの杵（きね）というばあさんが下女に雇われ、宗秀や患者の世話をしている。
喜楽亭（きらくてい）のおやじ
深川堀川町にある小さな一膳飯屋「喜楽亭」の亭主で、客にはおやじと呼ばれている。59歳。煮物が絶品。渋井と助弥、宗秀、そして市兵衛はここの常連。
12歳の時に越後から江戸に出てきて、あちこちの店で料理人として働いた後、35歳の春に喜楽亭を開業した。そして、通いの奉公人として雇ったお滝（おたき）と懇ろになって婚姻、3歳だった連れ子の勘平（かんぺい）も引き取った。しかし、間もなくお滝は男を作り、勘平を残し店の金を持ち出して駆け落ちした。その勘平もやがてぐれてしまい、15歳の時に家出し、盗賊仲間に加わって10年後に非業の死を遂げた。
店は亭主一人が切り盛りしているが、痩せ犬の居候（いそうろう）が無愛想な亭主の代わりに客に愛想を振りまく。
青（せい）
妖艶な中国人の女で、恐るべき中国武術の遣い手。姉の翠（すい）・楊（よう）と共に日本に売られてきて、暗殺仕事に手を染めていた。姉2人が市兵衛と弥陀ノ介に殺され、自身も弥陀ノ介に斬られて重傷を負う。その後、しばしば市兵衛らの前に現れ、死闘を繰り返した。
しばらく行方をくらました後、弥陀ノ介と再会し、次第に心を通わせてゆく。そして、怨みを忘れ、弥陀ノ介の妻また密偵として生きると語ったが、再び姿を消してしまった。

## 書誌情報
風の市兵衛
1. 風の市兵衛（2010年3月10日、祥伝社文庫、ISBN 9784396335670）
2. 雷神 風の市兵衛（2010年7月21日、祥伝社文庫、ISBN 9784396336011）
3. 帰り船 風の市兵衛（2010年10月13日、祥伝社文庫、ISBN 9784396336219）
4. 月夜行 風の市兵衛（2011年2月3日、祥伝社文庫、ISBN 9784396336455）
5. 天空の鷹 風の市兵衛（2011年10月12日、祥伝社文庫、ISBN 9784396337162）
6. 風立ちぬ 風の市兵衛 上（2012年5月14日、祥伝社文庫、ISBN 9784396337605）
7. 風立ちぬ 風の市兵衛 下（2012年5月14日、祥伝社文庫、ISBN 9784396337612）
8. 五分の魂 風の市兵衛（2012年10月10日、祥伝社文庫、ISBN 9784396337988）
9. 風塵 風の市兵衛 上（2013年5月27日、祥伝社文庫、ISBN 9784396338404）
10. 風塵 風の市兵衛 下（2013年5月27日、祥伝社文庫、ISBN 9784396338411）
11. 春雷抄 風の市兵衛（2013年10月9日、祥伝社文庫、ISBN 9784396338848）
12. 乱雲の城 風の市兵衛（2014年3月10日、祥伝社文庫、ISBN 9784396340223）
13. 遠雷 風の市兵衛（2014年7月22日、祥伝社文庫、ISBN 9784396340551）
14. 科野秘帖 風の市兵衛（2014年12月10日、祥伝社文庫、ISBN 9784396340827）
15. 夕影 風の市兵衛（2015年6月10日、祥伝社文庫、ISBN 9784396341268）
16. 秋しぐれ 風の市兵衛（2015年10月7日、祥伝社文庫、ISBN 9784396341596）
17. うつけ者の値打ち 風の市兵衛（2016年4月11日、祥伝社文庫、ISBN 9784396342012）
18. 待つ春や 風の市兵衛（2016年10月11日、祥伝社文庫、ISBN 9784396342548）
19. 遠き潮騒 風の市兵衛（2017年8月4日、祥伝社文庫、ISBN 9784396343439）
20. 架け橋 風の市兵衛（2017年8月4日、祥伝社文庫、ISBN 9784396343446）

風の市兵衛 弐
1. 曉天の志 風の市兵衛 弐（2018年2月13日、祥伝社文庫、ISBN 9784396343927）
2. 修羅の契り 風の市兵衛 弐（2018年5月9日、祥伝社文庫、ISBN 9784396344146）
3. 銀花 風の市兵衛 弐（2018年8月7日、祥伝社文庫、ISBN 9784396344498）
4. 縁の川 風の市兵衛 弐（2019年2月12日、祥伝社文庫、ISBN 9784396344924）
5. 天満橋にて 風の市兵衛 弐（2019年8月9日、祥伝社文庫、ISBN 9784396345556）
6. 希みの文 風の市兵衛 弐（2019年12月12日、祥伝社文庫、ISBN 9784396345914）

## テレビドラマ
『そろばん侍 風の市兵衛』（そろばんさむらい かぜのいちべえ）と題し、NHK総合「土曜時代ドラマ」枠で2018年5月19日から7月21日まで放送された。連続9回で、3回を1部とした3部構成となる。
続編『そろばん侍 風の市兵衛SP〜天空の鷹〜』（そろばんさむらい かぜのいちべえSP てんくうのたか）がNHK総合およびNHK BS4Kの「正月時代劇」枠で2020年1月3日の21時から22時30分に放送された。

### キャスト

#### 共通
- 唐木市兵衛（からき いちべえ） - 向井理
- 渋井鬼三次（しぶい きさじ） - 原田泰造
- 返弥陀ノ介（かえり みだのすけ） - 加治将樹
- 佐波（さなみ） - 橋本マナミ
- 助弥（すけや） - 内野謙太
- 矢藤太（やとうた） - 渡辺いっけい
- 片岡信正（かたおか のぶまさ） - 筒井道隆

#### 土曜時代ドラマ
- 青（せい） - 山本千尋
- 柳井宗秀 - 大村波彦

##### ゲスト

###### 土曜時代ドラマ（ゲスト）
第1部「春の風」
主要人物
- 安曇（あずみ） - 村川絵梨
- 高松頼之 - 鈴木福
- 大原甚右衛門 - でんでん
- 柳屋稲左衛門 - 鶴見辰吾

その他
- 宗七 - 吉見一豊
- 石井彦十郎 - 開沼豊
- 春五郎 - 中野英樹
- 長治 - 星田英利
- 翠 - 楠本千奈
- 楊 - 松田リマ
- 清助 - 久保酎吉
- おきね - 重田千穂子
- 辰平 - 江端英久
- 虎吉 - 山口森広
- 庄二郎 - 竹内寿
- 平沢角之進 - 朝倉伸二
- 高松道久 - 木元剛

第2部「雷神」
主要人物
- 磐栄屋天外 - 高橋克実
- 絹 - 小芝風花
- 岸屋新蔵 - 山中崇
- 大黒屋重五 - 阪田マサノブ

その他
- 猪吉 - 松田慎也
- 辰矢 - 川口力哉
- 丸平 - 坂田響
- 長介 - 永嶋柊吾
- 安吉 - 三永武明
- 正太郎 - 久具巨林
- 彦蔵 - 川合諒
- 新吉 - 下川恭平
- 金太 - 髙月雪乃介
- お里 - 山口みよ子
- 島田文明 - 斉藤一平
- 越山屋 - 遠藤たつお
- 大菱屋 - 内藤トモヤ
- そば屋主人 - 三島ゆたか
- 伝左衛門 - 難波圭一

第3部「帰り船」
主要人物
- 美早 - 前田亜季
- 広国屋勘七郎 - 川口覚
- 伊右衛門 - 渡辺徹
- 仁三郎 - 木下ほうか
- 文蔵 - 新納慎也
- とめ - 筒井真理子
- 土井大炊頭利和 - 大橋吾郎

その他
- 三枝吉 - 小磯勝弥
- 平次 - 花戸祐介
- 彦助 - 今村裕次郎
- お房 - 平山さとみ
- 圭助 - 松澤傑
- 半助 - 尾上寛之
- 五十八 - 鈴木一功
- 吉岡又三郎 - 赤星昇一郎
- 泥がめの山河 - 一ノ瀬ワタル
- 五代三郎太 - 志村東吾
- 板垣進二郎 - 枝川吉範
- 小此木主善 - 本郷弦

- 中川昭常 - 永倉大輔

- 山本八郎右衛門 - 重松隆志
- 利十郎 - 渋谷圭亮
- お昌 - 尻引結馨
- お園 - 安川結花

###### 正月時代劇（ゲスト）
主要人物
- 中江半十郎（なかえ はんじゅうろう） - 寺尾聰
- 節（せつ） - 山本美月
- 上林源一郎（かんばやし げんいちろう） - 松下優也
- 杉の市（すぎのいち） - 苅谷俊介
- 桝の方（ますのかた） - 斉藤由貴

その他
- 中江作之助 - 中山麻聖
- 筧帯刀 - 矢島健一
- 小池辰五 - 近藤芳正
- 中村季承 - 利重剛
- 中村憲承 - 中島来星
- 鶴姫 - 松風理咲
- 甲吉 ‐ 寺井文孝
- 佐七 ‐ 植木祥平
- 徳五郎 - 俵木藤汰
- 七三郎 ‐ 坂西良太
- 忠次郎 ‐ ノモガクジ
- 剛右衛門 ‐ 武田幸三
- 佐渡山順久
- 祇円 - 波岡一喜
- 久保大膳 - 本田博太郎

### スタッフ
- 原作 - 辻堂魁『風の市兵衛』（第1部）、『雷神』（第2部）、『帰り船』（第3部）、『天空の鷹』（正月時代劇）
- 脚本 - 池端俊策（第1部）、小松與志子（第2部）、森岡利行（第3部）、宮村優子（正月時代劇）
- 音楽 - 丸山和範
- 題字 - 涼風花
- 演出 - 榎戸崇泰（土曜時代ドラマ）、中島由貴（NHKエンタープライズ）（土曜時代ドラマ）、清水一彦（正月時代劇）
- 制作統括 - 陸田元一（NHKエンタープライズ）、土屋勝裕（NHK）（土曜時代ドラマ）、吉永証（NHK）（正月時代劇）
- 制作 - NHKエンタープライズ
- 制作・著作 - NHK

### 放送日程
| 部              | 放送回 | 放送日  | サブタイトル     | 原作           | 脚本       | 演出     |
| --------------- | ------ | ------- | ---------------- | -------------- | ---------- | -------- |
| 第1部「春の風」 | 第1回  | 5月19日 | 「春の風」（上） | 『風の市兵衛』 | 池端俊策   | 榎戸崇泰 |
| 第1部「春の風」 | 第2回  | 5月26日 | 「春の風」（中） | 『風の市兵衛』 | 池端俊策   | 榎戸崇泰 |
| 第1部「春の風」 | 第3回  | 6月02日 | 「春の風」（下） | 『風の市兵衛』 | 池端俊策   | 榎戸崇泰 |
| 第2部「雷神」   | 第4回  | 6月16日 | 「雷神」（上）   | 『雷神』       | 小松與志子 | 中島由貴 |
| 第2部「雷神」   | 第5回  | 6月23日 | 「雷神」（中）   | 『雷神』       | 小松與志子 | 中島由貴 |
| 第2部「雷神」   | 第6回  | 6月30日 | 「雷神」（下）   | 『雷神』       | 小松與志子 | 中島由貴 |
| 第3部「帰り船」 | 第7回  | 7月07日 | 「帰り船」（上） | 『帰り船』     | 森岡利行   | 榎戸崇泰 |
| 第3部「帰り船」 | 第8回  | 7月14日 | 「帰り船」（中） | 『帰り船』     | 森岡利行   | 榎戸崇泰 |
| 第3部「帰り船」 | 最終回 | 7月21日 | 「帰り船」（下） | 『帰り船』     | 森岡利行   | 榎戸崇泰 |

- 6月9日は放送休止。
- 第8回は2分遅れで放送（18:07 - 18:45）[注釈 5]。

| NHK総合 土曜時代ドラマ           | NHK総合 土曜時代ドラマ                     | NHK総合 土曜時代ドラマ      |
| 前番組                           | 番組名                                     | 次番組                      |
| -------------------------------- | ------------------------------------------ | --------------------------- |
| アシガール （2017.9.23 - 12.16） | そろばん侍 風の市兵衛 （2018.5.19 - 7.21） | 赤ひげ （2018.9.1 - 10.20） |